# Cáceres, Spania
Cáceres este un oraș din Spania, capitala provinciei Cáceres din comunitatea autonomă Extremadura.